# 參拜
參拜是指到廟宇、佛寺、神社、祠堂、墓葬等祭祀場所對祭祀對象表達敬意且含有宗教祭祀性質的禮儀，通常包括特定的動作、姿態，如合十、跪拜、叩頭等。視乎對象，又有拜神、拜佛、祠祭、墓祭等不同名稱。

## 宮廟祭儀

### 捻香與動線順序

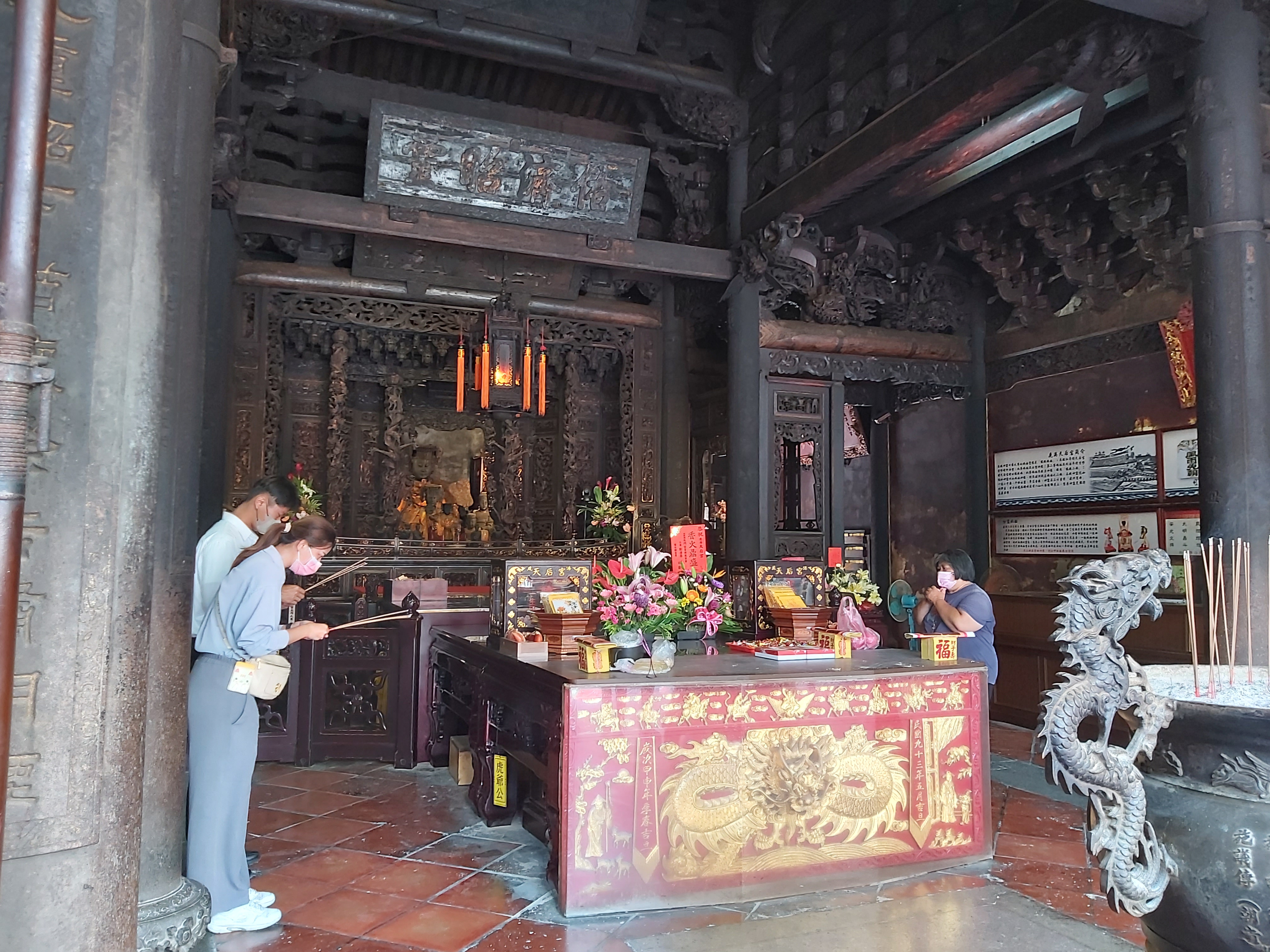
捻香祈禱的參拜者

臺灣民間信仰認為人與人之間溝通使用語言、文字，而人與神之間溝通的方式是「撚香祝禱」。在道教，「焚香」是一切「科儀」的起始式，為開啟人、神兩界溝通的敲門磚。又人際間的往來要注意「禮節」，而人與神之間要遵守「禮儀」，並且首重誠心，謂之：「心誠則靈」。在臺灣的傳統宮廟，其參拜儀軌多以持香行跪拜禮為原則，但通常視信徒的自身狀況會不予強制。一般廟宇三川殿有左、中、右三個門，出入廟宇時須左進右出，取「入龍喉、出虎口」之意。入龍喉象徵「躍龍門」，出虎口則寓意除煞；中門則多用柵欄或矮板阻擋不供信徒出入，因中門為神明、帝王的專用通道。宮廟通常規範有縝密的參拜動線，信徒撚香後首先到廟宇前殿前側的天公爐後側面朝外側向上天祝禱，再往前殿內敬拜正殿中央主神，而後依古禮「尊左卑右」的原則，先拜謁主神左側（龍邊）的配祀神明，再拜祭主神右側（虎邊）配祀神，如主神神桌下供奉有虎爺、土地公等小型神祇時，則於拜祭完配祀神後祭之。最後參拜後殿供奉的其他神祇，參拜方式是在後殿外面朝殿內聖尊參拜，隨後即完成整個宮廟的參拜程式。

### 擲筊
擲筊是華人社會參拜神明時向神明請示意旨最常見的方式，通常雙膝下跪以示尊敬，但信徒體能不允許長跪者可不在此限。又因該儀式的主要使用器具「筊杯」為神器之一，是故信徒於擲筊時以雙手捧筊，高捧擲出後隨諸自由落下，並應避免筊杯落地時滾落至擲筊者胯下，以示莊重。

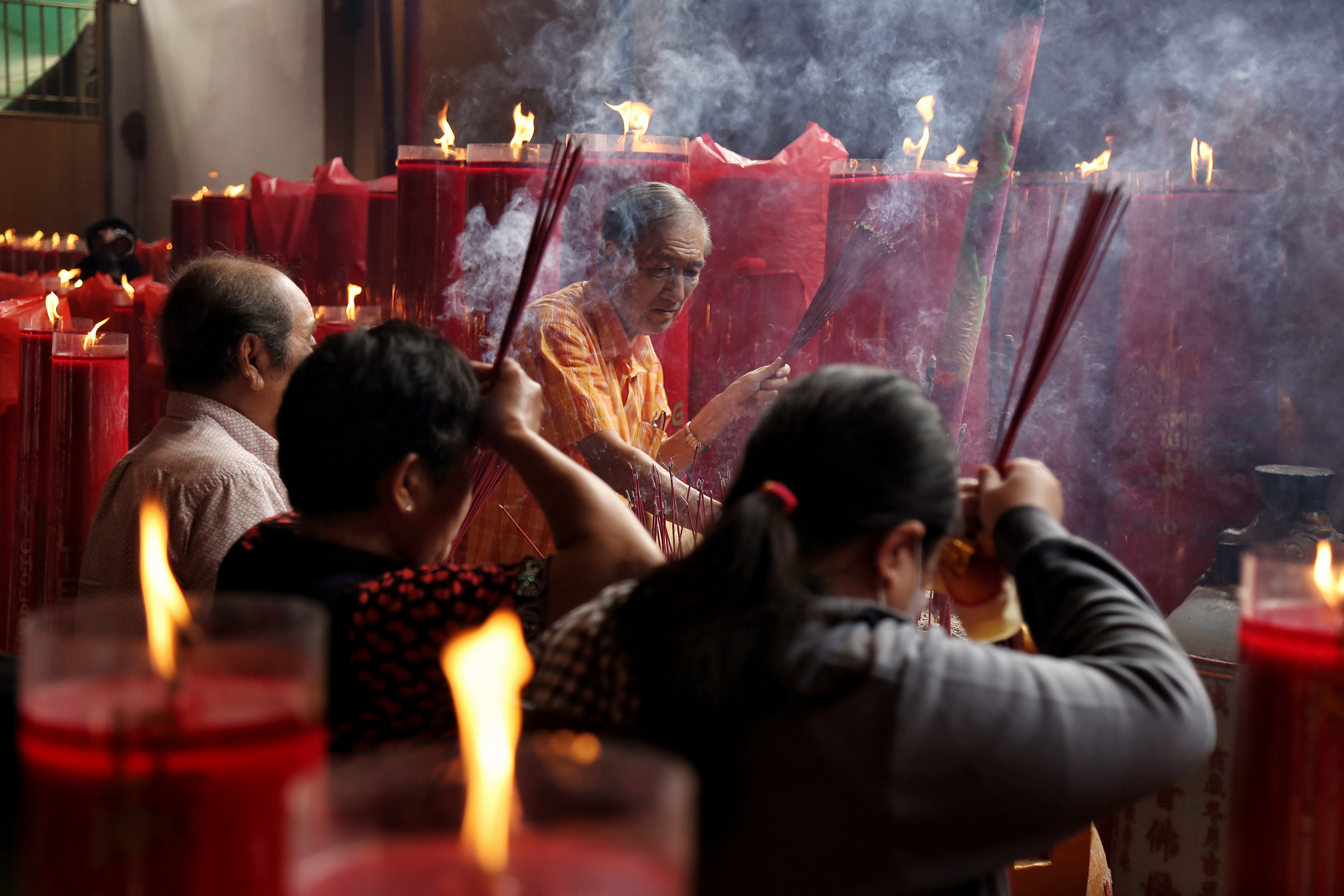
焚香祭祀中的信徒
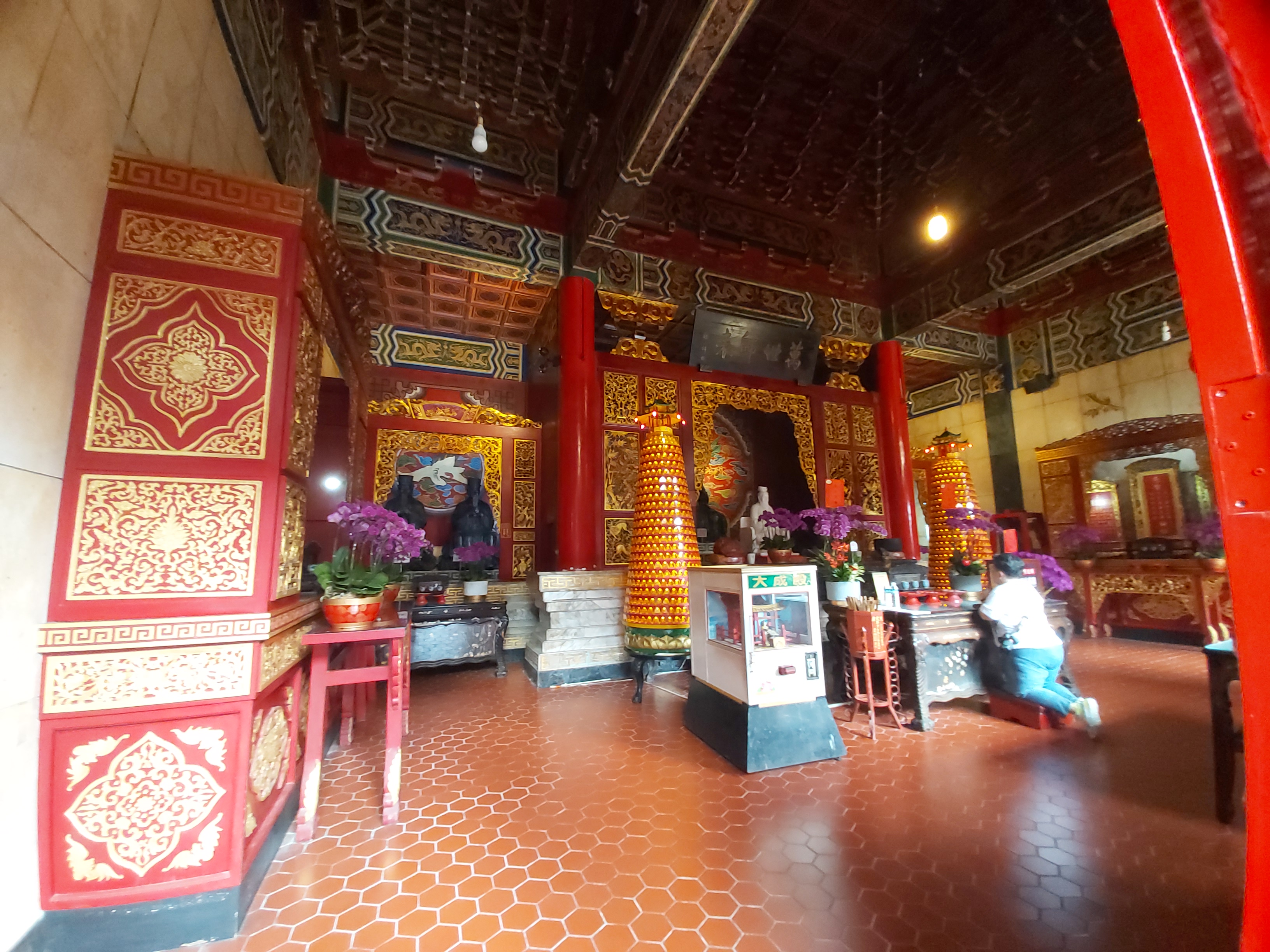
一名跪禱中的信徒
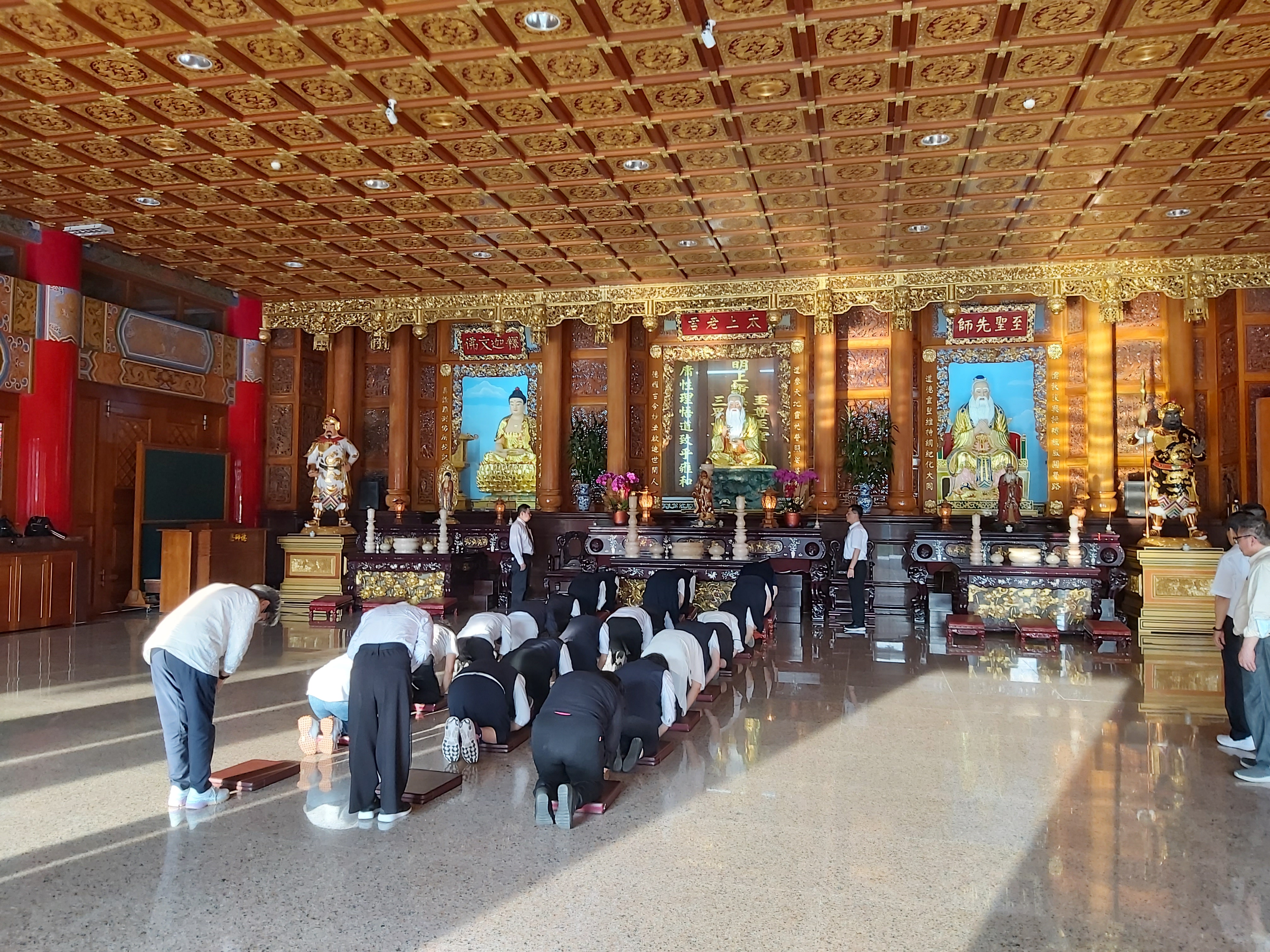
禮拜中的一貫道信眾
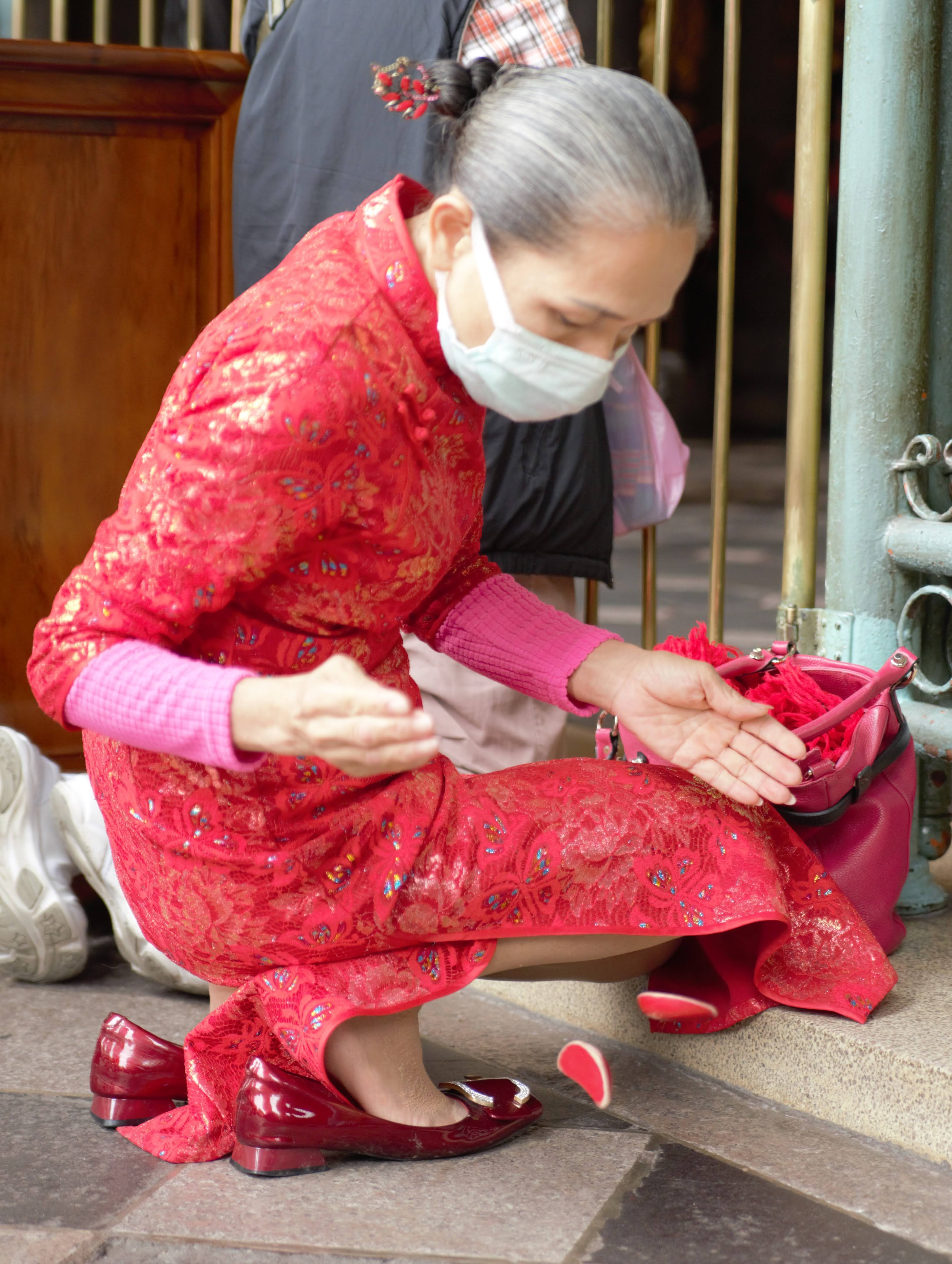
正在擲筊問事的老婦人

## 神社祭儀

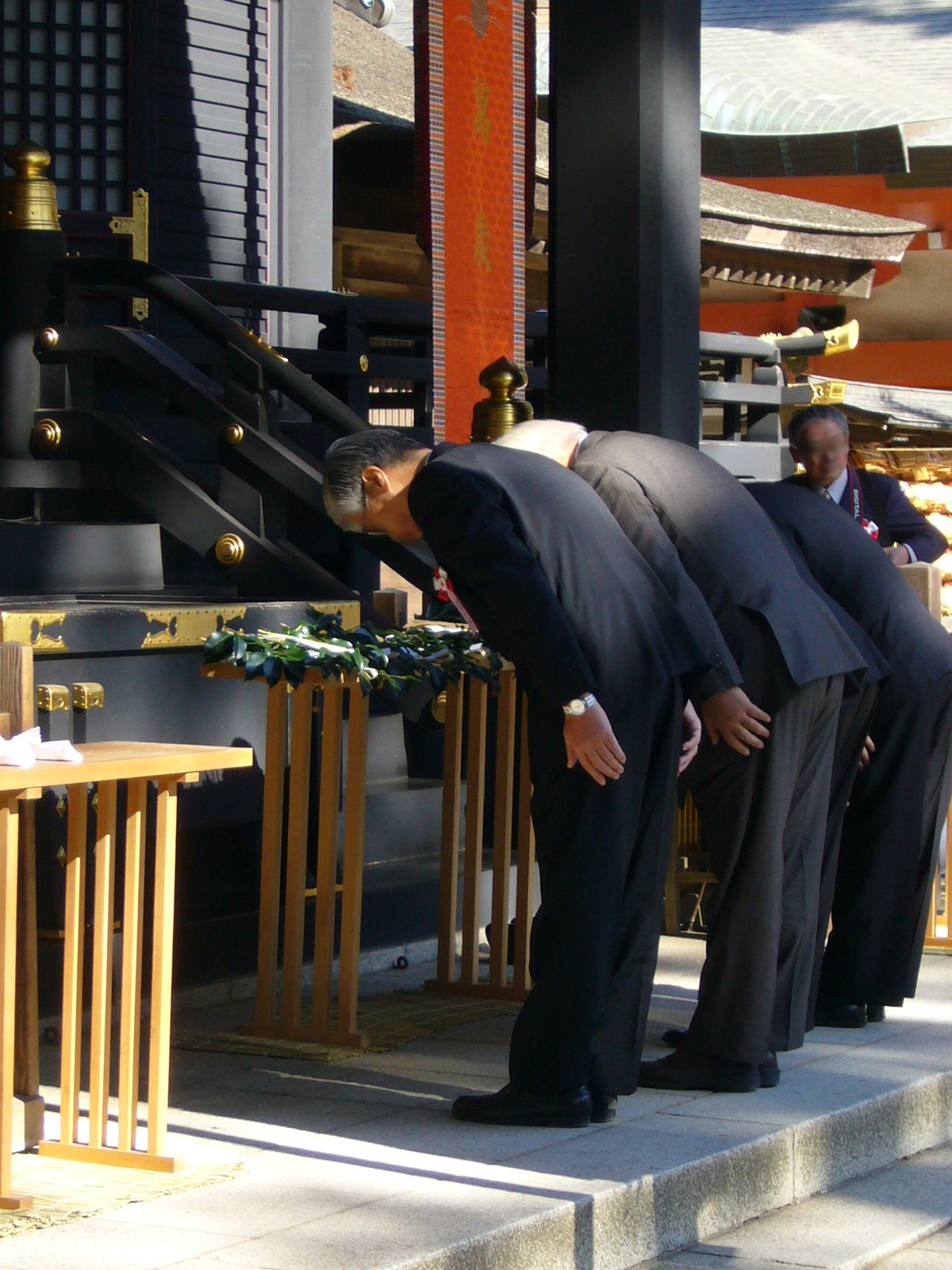
神社拜殿前的拜禮

### 日常參拜
在日本，參拜神社或寺院時穿過鳥居或大門之前首先脫帽鞠躬，隨後在手水舍洗手並漱口，作為拜謁神佛前洗淨世俗凡塵的自我淨化。接著於拜殿搖鈴，將供養金輕放投入賽錢箱內，之後開始祭拜。通常神社為「二拜二拍手一拜」（每一拜都需深切、誠心的行鞠躬禮）的流程，寺院則是雙手合十。但有些寺廟和神社的參拜方式可能與上述不同，而且許多寺廟和神社都有如此的規制，如出雲大社和宇佐八幡宮使用四次拍手而不是二拍手。伊勢神宮和熱田神宮也有一種特殊形式的拍手，但只有神道教的祭司需要做，參拜者不必照做。另外根據神社的不同規範，有時會規定第一次鞠躬淺，第二次鞠躬深。一般在二拍手和一拜的流程之間或雙手合十時向神佛祈禱。佛寺裡的雙手合十習俗起源於印度等南亞與東南亞國家的問候方式，性質與拍手不同。在神社念誦祝詞時，是在「二拜二拍手一拜」之間進行，或是於再拜時誦畢祝詞後再次鞠躬兩次、拍手兩次然後鞠躬。

### 正式参拝
以上是平時非正式的參拜流程，正式的參拜儀式（昇殿して）需先前往社務所預約正式參拜再前往拜殿，由神職人員協助淨化並念誦祈願文後，在神明面前供奉玉串進行參拜，同樣走過「二拜二拍手一拜」的流程但須遵循神道祭司的指示，祭儀過後舉辦直會並受享神酒。

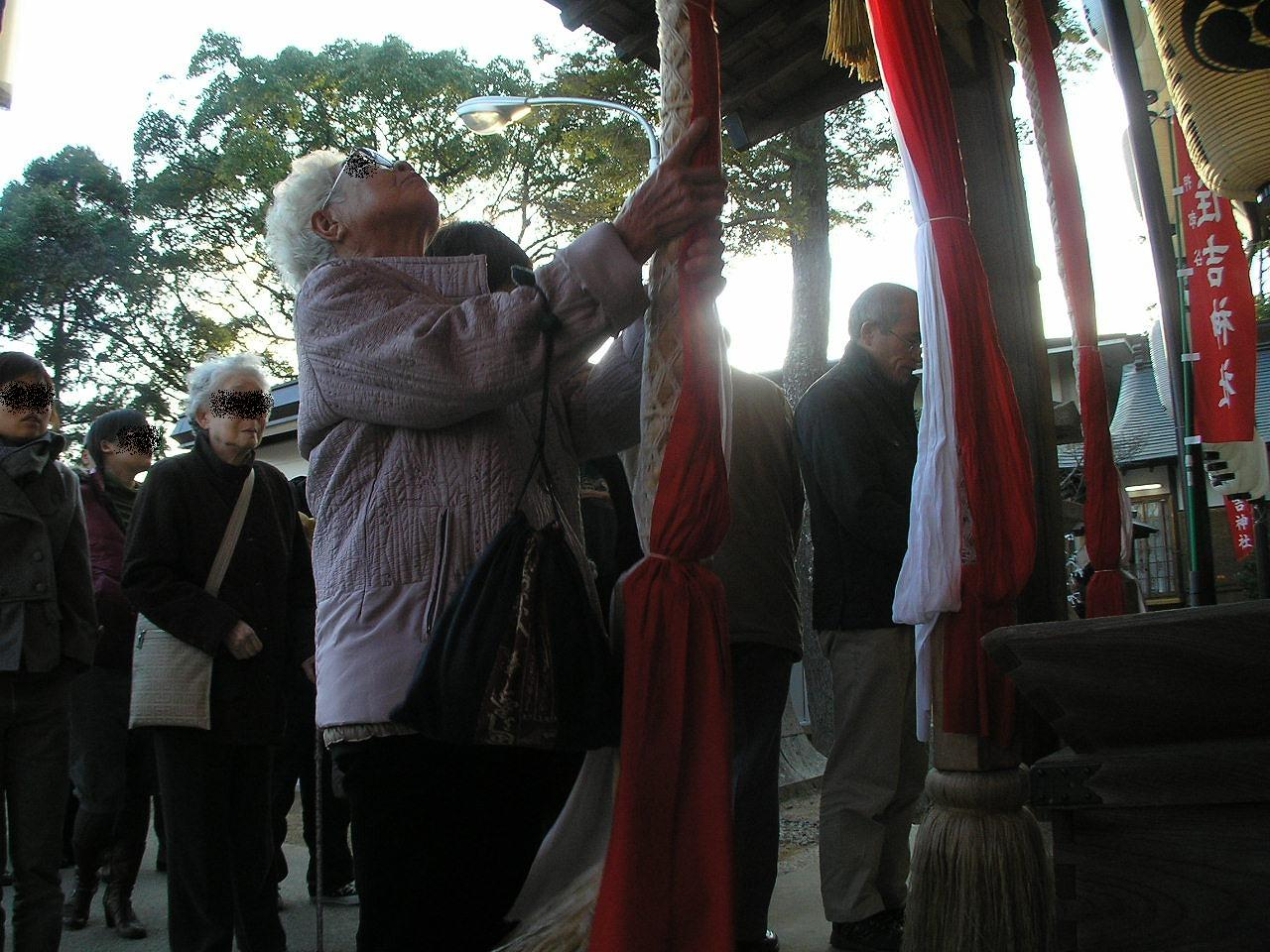
初詣時搖鈴參拜的信眾
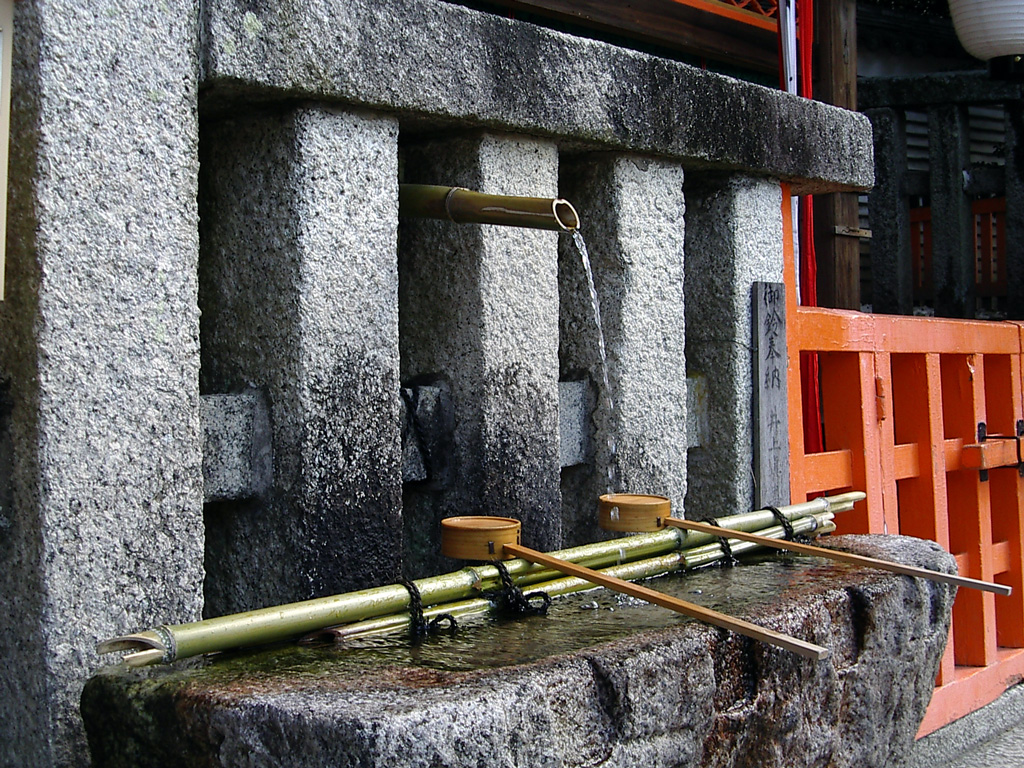
手水舍
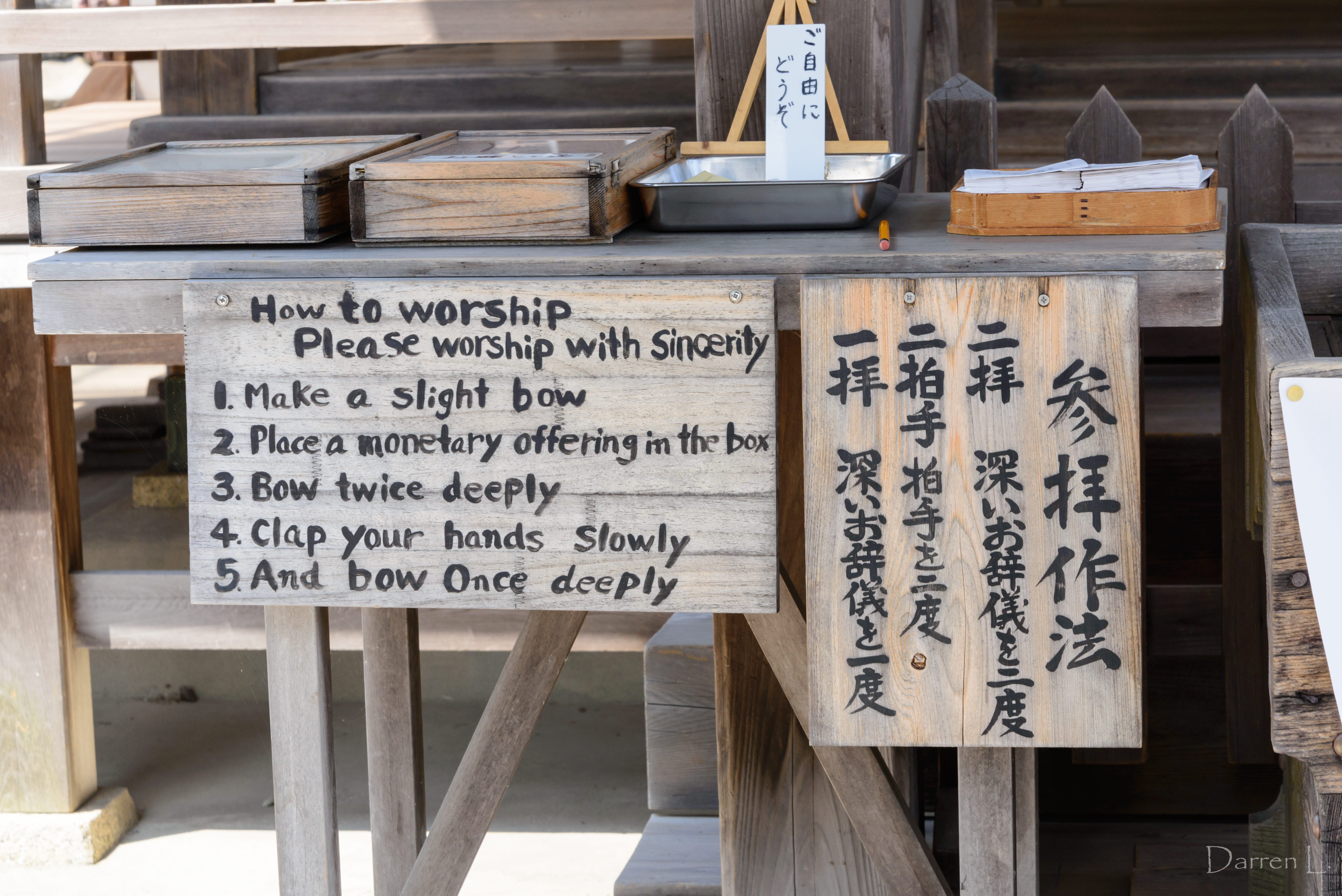
參拜作法告示牌
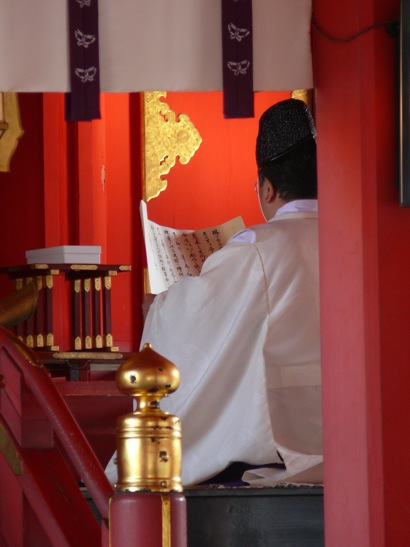
朗誦祈願文的祭司

## 外部連結
- 拜拜也有先後順序！別對神明失禮才有好運 - 遠見雜誌 （页面存档备份，存于）
- 你拜對了嗎？連進廟門也有學問！讓效果加倍的參拜法一次看 - 三立新聞 （页面存档备份，存于）
- お参りのいろは 参拝方法 - 神社本庁 （页面存档备份，存于）
- おまいりのしかた - お宮キッズ（全国神社総代会） （页面存档备份，存于）
- 参拝と祈祷 - 神社と神道（神社オンラインネットワーク連盟） （页面存档备份，存于）